# Äquivalente Normen

Äquivalenz der euklidischen Norm (blau) und der Maximumsnorm (rot) in zwei Dimensionen

Als äquivalente Normen bezeichnet man in der Mathematik ein Paar von abstrahierten Abstandsbegriffen, sogenannten Normen, die identische Konvergenzbegriffe erzeugen. Etwas detaillierter unterscheidet man in stärkere Normen (synonym auch feinere Normen genannt) und schwächere Normen (synonym auch gröbere Normen genannt) und nennt zwei Normen äquivalent, wenn sie sowohl stärker als auch schwächer als ihr Gegenstück sind.

## Definition
Gegeben sei ein Vektorraum {\displaystyle X} über {\displaystyle \mathbb {K} } (in den meisten Fällen {\displaystyle \mathbb {K} =\mathbb {R} } oder {\displaystyle \mathbb {K} =\mathbb {C} }), auf dem zwei Normen {\displaystyle \|\cdot \|_{1}} und {\displaystyle \|\cdot \|_{2}} definiert sind.
Dann heißt, {\displaystyle \|\cdot \|_{2}} stärker oder feiner als {\displaystyle \|\cdot \|_{1}}, wenn eine positive Zahl {\displaystyle C} existiert, sodass
{\displaystyle \|x\|_{1}\leq C\cdot \|x\|_{2}{\text{ für alle }}x\in X}
ist. Entsprechend wird dann auch {\displaystyle \|\cdot \|_{1}} schwächer oder gröber als {\displaystyle \|\cdot \|_{2}} genannt.
Die Normen {\displaystyle \|\cdot \|_{1}} und {\displaystyle \|\cdot \|_{2}} heißen äquivalent, wenn es positive Zahlen {\displaystyle c,C} gibt, sodass
{\displaystyle c\cdot \|x\|_{2}\leq \|x\|_{1}\leq C\cdot \|x\|_{2}{\text{ für alle }}x\in X}
gilt. Zwei Normen sind somit äquivalent, wenn {\displaystyle \|\cdot \|_{1}} stärker ist als {\displaystyle \|\cdot \|_{2}} und {\displaystyle \|\cdot \|_{2}} stärker ist als {\displaystyle \|\cdot \|_{1}}.

## Beispiele

### Endlichdimensional
Gegeben sei der {\displaystyle \mathbb {R} ^{n}}, versehen mit der Maximumsnorm und der Summennorm
{\displaystyle \|x\|_{\infty }:=\max _{1\leq i\leq n}|x_{i}|{\text{ sowie }}\|x\|_{1}:=\sum _{i=1}^{n}|x_{i}|}.
Dann ist wegen {\displaystyle |x_{i}|\leq \max _{1\leq i\leq n}|x_{i}|} auch immer
{\displaystyle \sum _{i=1}^{n}|x_{i}|\leq n\cdot \max _{1\leq i\leq n}|x_{i}|}.
Somit ist
{\displaystyle \|x\|_{1}\leq n\cdot \|x\|_{\infty }},
demnach ist die Maximumsnorm stärker als die Summennorm. Umgekehrt ist immer
{\displaystyle \max _{1\leq i\leq n}|x_{i}|\leq \sum _{i=1}^{n}|x_{i}|{\text{, also }}\|x\|_{\infty }\leq \|x\|_{1}},
da der betragsgrößte Eintrag eines Vektors nie größer ist als die Summe der Beträge aller Einträge des Vektors. Somit ist die Summennorm stärker als die Maximumsnorm. Insgesamt gilt dann
{\displaystyle \|x\|_{\infty }\leq \|x\|_{1}\leq n\cdot \|x\|_{\infty }},
Maximumsnorm und Summennorm im {\displaystyle \mathbb {R} ^{n}} sind also äquivalent. Tatsächlich lässt sich zeigen, dass auf beliebigen endlichdimensionalen Vektorräumen alle Normen äquivalent sind.

### Unendlichdimensional
Betrachtet man den Vektorraum {\displaystyle C([0,1],\mathbb {R} )} der reellwertigen stetigen Funktionen auf dem abgeschlossenen Intervall von null bis eins, so lassen sich zwei Normen definieren:
- Einerseits die Supremumsnorm {\displaystyle \|f\|_{\infty }:=\sup _{x\in [0,1]}|f(x)|}, die aufgrund der Beschränktheit stetiger Funktionen auf dem kompakten Intervall {\displaystyle [0,1]} wohldefiniert ist.
- Andererseits sind stetige Funktionen in diesem Kontext immer messbar und wegen ihrer Beschränktheit im Lp-Raum enthalten. Somit lässt sich auch die L1-Norm

{\displaystyle \|f\|_{L^{1}}:=\int _{[0,1]}|f(x)|\mathrm {d} \lambda (x)}
definieren.
Das Integral lässt sich nach oben aber immer durch den größtmöglichen Funktionswert abschätzen, es gilt hier also
{\displaystyle \int _{[0,1]}|f(x)|\mathrm {d} \lambda (x)\leq \sup _{x\in [0,1]}|f(x)|}
und somit
{\displaystyle \|f\|_{L^{1}}\leq \|f\|_{\infty }}.
Die Supremumsnorm ist also stärker als die L1-Norm.
Die beiden Normen sind jedoch nicht äquivalent: Beispielsweise gilt für die durch {\displaystyle f_{n}(x)=\max(2n-2n^{2}x,0)} mit {\displaystyle n\in \mathbb {N} } definierten Funktionen {\displaystyle \|f_{n}\|_{L^{1}}=1} und  {\displaystyle \|f_{n}\|_{\infty }=2n}. Es kann also keine Konstante {\displaystyle C} mit {\displaystyle \|f\|_{\infty }\leq C\|f\|_{L^{1}}} für alle Funktionen {\displaystyle f} in {\displaystyle C([0,1],\mathbb {R} )} geben.

## Interpretation
Sind zwei Normen {\displaystyle \|\cdot \|_{1}} und {\displaystyle \|\cdot \|_{2}} gegeben und ist {\displaystyle \|\cdot \|_{2}} stärker als {\displaystyle \|\cdot \|_{1}}, etwa {\displaystyle \|x\|_{1}\leq C\cdot \|x\|_{2}{\text{ für alle }}x\in X}, so gilt für Normkugeln
{\displaystyle B_{r}^{\|\cdot \|_{i}}:=\{x\in X\,|\,\|x\|_{i}\leq r\}} die Beziehung
{\displaystyle B_{r}^{\|\cdot \|_{2}}\subseteq C\cdot B_{r}^{\|\cdot \|_{1}}}.
Damit ist auch geometrisch-anschaulich klar, dass eine Konvergenz {\displaystyle x_{n}\to x} bzgl. {\displaystyle \|\cdot \|_{2}} die Konvergenz bzgl. {\displaystyle \|\cdot \|_{1}} nach sich zieht, denn wenn die Differenzen {\displaystyle x_{n}-x} in kleinen {\displaystyle \|\cdot \|_{2}}-Kugeln liegen, so liegen sie auch in (bis auf einen konstanten Faktor {\displaystyle C}) kleinen {\displaystyle \|\cdot \|_{1}}-Kugeln.
Die Äquivalenz der Normen bedeutet nun, dass sowohl {\displaystyle \|\cdot \|_{2}} stärker als {\displaystyle \|\cdot \|_{1}} ist als auch, dass {\displaystyle \|\cdot \|_{1}} stärker als {\displaystyle \|\cdot \|_{2}} ist. Nach dem obigen Argument konvergiert demnach eine Folge bezüglich {\displaystyle \|\cdot \|_{2}} genau dann, wenn sie bezüglich {\displaystyle \|\cdot \|_{1}} konvergiert.

## Eigenschaften
- Ist die Norm {\displaystyle \|\cdot \|_{2}} stärker als {\displaystyle \|\cdot \|_{1}}, so gilt für die erzeugten Metriken

{\displaystyle d_{1}(x,y)=\|x-y\|_{1}{\text{ und }}d_{2}(x,y)=\|x-y\|_{2}},
dass dann auch {\displaystyle d_{2}} stärker als {\displaystyle d_{1}} ist.
- Analog gilt: Ist {\displaystyle \|\cdot \|_{2}} stärker als {\displaystyle \|\cdot \|_{1}}, so ist die von {\displaystyle \|\cdot \|_{2}} erzeugte Topologie feiner bzw. stärker als die von {\displaystyle \|\cdot \|_{1}} erzeugte Topologie.
- In endlichdimensionalen Vektorräumen sind alle Normen äquivalent.